# Tennis Borussia Berlin 1998-1999
Questa voce raccoglie le informazioni riguardanti il Tennis Borussia Berlin nelle competizioni ufficiali della stagione 1998-1999.

## Stagione
Nella stagione 1998-1999 il Tennis Borussia Berlino, allenato da Hermann Gerland, Stanislav Levý e Winfried Schäfer, concluse il campionato di 2. Bundesliga al 6º posto. In Coppa di Germania il Tennis Borussia Berlino fu eliminato ai quarti di finale dal Werder Brema.

## Rosa
| N. |                                 | Ruolo | Calciatore         |
| -- | ------------------------------- | ----- | ------------------ |
| 1  | Serbia (bandiera)               | P     | Goran Ćurko        |
| 2  | Germania (bandiera)             | D     | Marko Tredup       |
| 3  | Svizzera (bandiera)             | D     | Marco Walker       |
| 4  | Tunisia (bandiera)              | D     | Fahed Dermech      |
| 5  | Germania (bandiera)             | D     | Jens Melzig        |
| 6  | Germania (bandiera)             | D     | Olaf Kapagiannidis |
| 7  | Albania (bandiera)              | A     | Harun Isa          |
| 8  | Bosnia ed Erzegovina (bandiera) | C     | Bruno Akrapović    |
| 9  | Croazia (bandiera)              | A     | Kreso Kovacec      |
| 10 | Spagna (bandiera)               | C     | Francisco Copado   |
| 11 | Turchia (bandiera)              | C     | Celaleddin Kocak   |
| 12 | Germania (bandiera)             | C     | Faruk Namdar       |
| 13 | Montenegro (bandiera)           | D     | Dejan Raičković    |
| 14 | Bosnia ed Erzegovina (bandiera) | C     | Bayram Sabani      |
| 15 | Macedonia del Nord (bandiera)   | A     | Igor Momirovski    |
| 16 | Germania (bandiera)             | P     | Roman Görtz        |

| N. |                               | Ruolo | Calciatore        |
| -- | ----------------------------- | ----- | ----------------- |
| 17 | Turchia (bandiera)            | C     | Müslim Can        |
| 18 | Germania (bandiera)           | A     | Niclas Weiland    |
| 19 | Turchia (bandiera)            | A     | Aykut Karan       |
| 20 | Polonia (bandiera)            | C     | Zbigniew Szewczyk |
| 21 | Germania (bandiera)           | C     | Dirk Rehbein      |
| 22 | Germania (bandiera)           | D     | Matthias Hamann   |
| 23 | Germania (bandiera)           | A     | Mike Lünsmann     |
| 24 | Macedonia del Nord (bandiera) | C     | Toni Mičevski     |
| 26 | Australia (bandiera)          | A     | Tony Sterjovski   |
| 27 | Germania (bandiera)           | D     | Stefan Malchow    |
| 28 | Germania (bandiera)           | A     | Enrico Kern       |
| 30 | Macedonia del Nord (bandiera) | A     | Goran Stankovski  |
| 32 | Norvegia (bandiera)           | A     | Geir Frigård      |
| 33 | Slovacchia (bandiera)         | D     | Ivan Kozák        |
| 35 | Serbia (bandiera)             | C     | Dusko Adamović    |

## Organigramma societario
Area tecnica
- Allenatore: Winfried Schäfer
- Allenatore in seconda:
- Preparatore dei portieri:
- Preparatori atletici:

## Calciomercato

### Sessione estiva
| Acquisti | Acquisti         | Acquisti        | Acquisti |
| R.       | Nome             | da              | Modalità |
| -------- | ---------------- | --------------- | -------- |
| A        | Goran Stankovski | Shkupi          |          |
| A        | Estefan          | Ourense         |          |
| D        | Matthias Hamann  | Xamax Neuchâtel |          |
| A        | Enrico Kern      | Erzgebirge Aue  |          |
| C        | Toni Mičevski    | Hansa Rostock   |          |
| A        | Tony Sterjovski  | Preston Lions   |          |
| D        | Marco Walker     | Monaco 1860     |          |
| A        | Niclas Weiland   | RW Oberhausen   |          |

| Cessioni | Cessioni           | Cessioni           | Cessioni |
| R.       | Nome               | a                  | Modalità |
| -------- | ------------------ | ------------------ | -------- |
| A        | Thomas Adler       | Feucht             |          |
| C        | Guido Block        | Babelsberg         |          |
| C        | Junuz Coralic      | TeBe Berlino II    |          |
| C        | Zoran Sterjovski   | Pelister           |          |
| P        | Nico Thomaschewski | SD Croatia Berlino |          |

### Sessione invernale
| Acquisti | Acquisti     | Acquisti   | Acquisti |
| R.       | Nome         | da         | Modalità |
| -------- | ------------ | ---------- | -------- |
| A        | Geir Frigård | LASK       |          |
| D        | Ivan Kozák   | VSS Košice |          |

| Cessioni | Cessioni     | Cessioni       | Cessioni |
| R.       | Nome         | a              | Modalità |
| -------- | ------------ | -------------- | -------- |
| A        | Ilija Aračić | Hertha Berlino |          |
| A        | Estefan      | Manchego       |          |

## Risultati

### 2. Bundesliga

#### Girone di andata
| Arbitro: | Wack |

|           |           |  |
| Mason 68’ | Marcatori |  |

| Arbitro: | Jansen |

|             |           |  |
| Kovacec 70’ | Marcatori |  |

| Arbitro: | Ortola-Knopp |

|  |           |                        |
|  | Marcatori | 55’ Copado 66’ Kovacec |

| Arbitro: | Kammerer |

|                      |           |                         |
| Aračić 17’, 57’, 79’ | Marcatori | 2’ Brdarić 55’ Konetzke |

| Arbitro: | Wezel |

|                     |           |                        |
| Tare 1’, 69’ (rig.) | Marcatori | 53’ Kovacec 87’ Namdar |

| Arbitro: | Sippel |

|                                    |           |               |
| Melzig 22’ Aračić 25’ Szewczyk 75’ | Marcatori | 32’ von Ahlen |

| Arbitro: | Margenberg |

|              |           |  |
| Sebescen 70’ | Marcatori |  |

| Arbitro: | Schmidt |

|                     |           |  |
| Kovacec 75’ Isa 83’ | Marcatori |  |

| Arbitro: | Meyer |

|                       |           |             |
| Melzig 10’ Aračić 36’ | Marcatori | 24’ Reichel |

| Arbitro: | Hilmes |

|  |           |            |
|  | Marcatori | 42’ Aračić |

| Arbitro: | Scheppe |

|                                  |           |                         |
| Aračić 9’ Kovacec 27’ Hamann 43’ | Marcatori | 30’ Krieg 53’ Guié-Mien |

| Arbitro: | Schütz |

|                                 |           |            |
| Rydlewicz 30’ Labbadia 43’, 48’ | Marcatori | 2’ Dermech |

| Arbitro: | Hufgard |

|             |           |             |
| Dermech 20’ | Marcatori | 45’ Bulajič |

| Arbitro: | Haupt |

|                                  |           |            |
| Lust 6’ Rraklli 45’ Ahanfouf 90’ | Marcatori | 33’ Copado |

| Arbitro: | Gettke |

|                                    |           |             |
| Mičevski 7’ Walker 37’ Kovacec 45’ | Marcatori | 63’ Hecking |

| Arbitro: | Fandel |

|                          |           |  |
| Coulibaly 81’ Rösler 90’ | Marcatori |  |

| Arbitro: | Kinhöfer |

|                                     |           |  |
| Mičevski 6’ Lünsmann 59’ Aračić 83’ | Marcatori |  |

#### Girone di ritorno
| Arbitro: | Buchhart |

|                 |           |                          |
| Helbig 87’, 89’ | Marcatori | 33’ Kovacec 57’ Mičevski |

| Arbitro: | Haupt |

|                          |           |                       |
| Frigård 72’ Lünsmann 73’ | Marcatori | 45’ Pröpper 52’ Weber |

| Arbitro: | Lange |

|  |           |                              |
|  | Marcatori | 45’ (rig.) Trulsen 83’ Marin |

| Arbitro: | Kinhöfer |

|                    |           |                           |
| Younga-Mouhani 43’ | Marcatori | 27’, 60’ Copado 90’ Kocak |

| Arbitro: | Schößling |

|              |           |            |
| Lünsmann 25’ | Marcatori | 57’ Cartus |

| Arbitro: | Kircher |

|                |           |                               |
| Kushev 2’, 15’ | Marcatori | 29’, 49’ Frigård 88’ Mičevski |

| Arbitro: | Hilmes |

|  |           |                       |
|  | Marcatori | 1’ Marić 78’ Sebescen |

| Arbitro: | Meyer |

|               |           |  |
| Elberfeld 62’ | Marcatori |  |

| Arbitro: | Wack |

|               |           |                           |
| Škarabela 52’ | Marcatori | 64’ Can 89’ (aut.) Radoki |

| Arbitro: | Gagelmann |

|            |           |  |
| Tredup 39’ | Marcatori |  |

| Karlsruhe 3 maggio 1999, ore 20:15 CEST 28ª giornata | Karlsruhe  | 0 – 0 referto | TeBe Berlino | Wildparkstadion (18 200 spett.)\| Arbitro: \| Friedrichs \| |
| Arbitro:                                             | Friedrichs |               |              |                                                             |

| Arbitro: | Zerr |

|            |           |           |
| Walker 14’ | Marcatori | 37’ Böhme |

| Arbitro: | Kircher |

|             |           |  |
| Wollitz 50’ | Marcatori |  |

| Arbitro: | Hauer |

|                     |           |              |
| Strehmel 22’ (aut.) | Marcatori | 85’ Strehmel |

| Hannover 30 maggio 1999, ore 15:00 CEST 32ª giornata | Hannover 96 | 0 – 0 referto | TeBe Berlino | Niedersachsenstadion (48 000 spett.)\| Arbitro: \| Wezel \| |
| Arbitro:                                             | Wezel       |               |              |                                                             |

| Arbitro: | Kinhöfer |

|  |           |                                |
|  | Marcatori | 66’ (aut.) Ćurko 71’ Coulibaly |

| Arbitro: | Gettke |

|  |           |                             |
|  | Marcatori | 1’, 73’ Frigård 90’ Dermech |

### Coppa di Germania
| Arbitro: | Stark |

|             |           |  |
| Kovacec 40’ | Marcatori |  |

| Arbitro: | Berg |

|                                        |           |                     |
| Kovacec 23’, 26’ Copado 60’ Aračić 77’ | Marcatori | 7’ Carl 63’ Winkler |

| Arbitro: | Jansen |

|                                        |           |                     |
| Aračić 32’, 59’ Copado 41’ Kovacec 57’ | Marcatori | 12’ Thom 68’ Tchami |

| Arbitro: | Albrecht |

|                      |           |             |
| Flo 86’ Wojtala 107’ | Marcatori | 10’ Kovacec |

## Statistiche

### Statistiche di squadra
| Competizione      | Punti | In casa | In casa | In casa | In casa | In casa | In casa | In trasferta | In trasferta | In trasferta | In trasferta | In trasferta | In trasferta | Totale | Totale | Totale | Totale | Totale | Totale | DR  |
| Competizione      | Punti | G       | V       | N       | P       | Gf      | Gs      | G            | V            | N            | P            | Gf           | Gs           | G      | V      | N      | P      | Gf     | Gs     | DR  |
| ----------------- | ----- | ------- | ------- | ------- | ------- | ------- | ------- | ------------ | ------------ | ------------ | ------------ | ------------ | ------------ | ------ | ------ | ------ | ------ | ------ | ------ | --- |
| 2. Bundesliga     | 54    | 17      | 9       | 5       | 3       | 27      | 19      | 17           | 6            | 4            | 7            | 20           | 20           | 34     | 15     | 9      | 10     | 47     | 39     | +8  |
| Coppa di Germania | -     | 3       | 3       | 0       | 0       | 9       | 4       | 1            | 0            | 0            | 1            | 1            | 2            | 4      | 3      | 0      | 1      | 10     | 6      | +4  |
| Totale            | 54    | 20      | 12      | 5       | 3       | 36      | 23      | 18           | 6            | 4            | 8            | 21           | 22           | 38     | 18     | 9      | 11     | 57     | 45     | +12 |

### Andamento in campionato
| Giornata  | 1  | 2 | 3 | 4 | 5 | 6 | 7 | 8 | 9 | 10 | 11 | 12 | 13 | 14 | 15 | 16 | 17 | 18 | 19 | 20 | 21 | 22 | 23 | 24 | 25 | 26 | 27 | 28 | 29 | 30 | 31 | 32 | 33 | 34 |
| --------- | -- | - | - | - | - | - | - | - | - | -- | -- | -- | -- | -- | -- | -- | -- | -- | -- | -- | -- | -- | -- | -- | -- | -- | -- | -- | -- | -- | -- | -- | -- | -- |
| Luogo     | T  | C | T | C | T | C | T | C | C | T  | C  | T  | C  | T  | C  | T  | C  | T  | C  | C  | T  | C  | T  | C  | T  | T  | C  | T  | C  | T  | C  | T  | C  | T  |
| Risultato | P  | V | V | V | N | V | P | V | V | V  | V  | P  | N  | P  | V  | P  | V  | N  | N  | P  | V  | N  | V  | P  | P  | V  | V  | N  | N  | P  | N  | N  | P  | V  |
| Posizione | 12 | 9 | 5 | 3 | 3 | 2 | 6 | 4 | 2 | 2  | 1  | 3  | 4  | 5  | 3  | 4  | 4  | 5  | 6  | 6  | 5  | 4  | 4  | 4  | 6  | 5  | 4  | 4  | 3  | 6  | 6  | 6  | 6  | 6  |

Legenda:

Luogo: C = Casa; T = Trasferta. Risultato: V = Vittoria; N = Pareggio; P = Sconfitta.

### Statistiche dei giocatori
| Giocatore        | 2. Bundesliga | 2. Bundesliga | 2. Bundesliga | 2. Bundesliga | Coppa di Germania | Coppa di Germania | Coppa di Germania | Coppa di Germania | Totale   | Totale | Totale      | Totale     |
| Giocatore        | Presenze      | Reti          | Ammonizioni   | Espulsioni    | Presenze          | Reti              | Ammonizioni       | Espulsioni        | Presenze | Reti   | Ammonizioni | Espulsioni |
| ---------------- | ------------- | ------------- | ------------- | ------------- | ----------------- | ----------------- | ----------------- | ----------------- | -------- | ------ | ----------- | ---------- |
| D. Adamović      | 1             | 0             | 0             | 0             | 0                 | 0                 | 0                 | 0                 | 1        | 0      | 0           | 0          |
| B. Akrapović     | 32            | 0             | 9             | 0             | 4                 | 0                 | 2                 | 0                 | 36       | 0      | 11          | 0          |
| I. Aračić        | 17            | 8             | 1             | 0             | 4                 | 3                 | 1                 | 0                 | 21       | 11     | 2           | 0          |
| M. Can           | 26            | 1             | 4             | 0             | 4                 | 0                 | 0                 | 0                 | 30       | 1      | 4           | 0          |
| F. Copado        | 31            | 4             | 4             | 1             | 3                 | 2                 | 1                 | 0                 | 34       | 6      | 5           | 1          |
| F. Dermech       | 23            | 3             | 6             | 2             | 4                 | 0                 | 0                 | 0                 | 27       | 3      | 6           | 2          |
| G. Frigård       | 14            | 5             | 1             | 0             | 0                 | 0                 | 0                 | 0                 | 14       | 5      | 1           | 0          |
| R. Görtz         | 1             | 0             | 0             | 0             | 0                 | 0                 | 0                 | 0                 | 1        | 0      | 0           | 0          |
| M. Hamann        | 32            | 1             | 7             | 1             | 3                 | 0                 | 1                 | 0                 | 35       | 1      | 8           | 1          |
| H. Isa           | 14            | 1             | 1             | 0             | 2                 | 0                 | 0                 | 0                 | 16       | 1      | 1           | 0          |
| O. Kapagiannidis | 13            | 0             | 0             | 0             | 2                 | 0                 | 0                 | 0                 | 15       | 0      | 0           | 0          |
| A. Karan         | 0             | 0             | 0             | 0             | 0                 | 0                 | 0                 | 0                 | 0        | 0      | 0           | 0          |
| E. Kern          | 4             | 0             | 0             | 1             | 1                 | 0                 | 0                 | 0                 | 5        | 0      | 0           | 1          |
| C. Kocak         | 15            | 1             | 1             | 0             | 1                 | 0                 | 0                 | 0                 | 16       | 1      | 1           | 0          |
| K. Kovacec       | 19            | 7             | 4             | 0             | 4                 | 5                 | 0                 | 0                 | 23       | 12     | 4           | 0          |
| I. Kozák         | 11            | 0             | 1             | 0             | 0                 | 0                 | 0                 | 0                 | 11       | 0      | 1           | 0          |
| M. Lünsmann      | 17            | 3             | 1             | 0             | 0                 | 0                 | 0                 | 0                 | 17       | 3      | 1           | 0          |
| S. Malchow       | 0             | 0             | 0             | 0             | 0                 | 0                 | 0                 | 0                 | 0        | 0      | 0           | 0          |
| J. Melzig        | 27            | 2             | 9             | 0             | 3                 | 0                 | 1                 | 0                 | 30       | 2      | 10          | 0          |
| T. Mičevski      | 19            | 4             | 2             | 0             | 1                 | 0                 | 0                 | 0                 | 20       | 4      | 2           | 0          |
| I. Momirovski    | 0             | 0             | 0             | 0             | 0                 | 0                 | 0                 | 0                 | 0        | 0      | 0           | 0          |
| F. Namdar        | 12            | 1             | 3             | 0             | 2                 | 0                 | 1                 | 0                 | 14       | 1      | 4           | 0          |
| D. Raičković     | 24            | 0             | 6             | 1             | 4                 | 0                 | 2                 | 0                 | 28       | 0      | 8           | 1          |
| D. Rehbein       | 0             | 0             | 0             | 0             | 0                 | 0                 | 0                 | 0                 | 0        | 0      | 0           | 0          |
| B. Sabani        | 0             | 0             | 0             | 0             | 0                 | 0                 | 0                 | 0                 | 0        | 0      | 0           | 0          |
| G. Stankovski    | 3             | 0             | 0             | 0             | 1                 | 0                 | 0                 | 0                 | 4        | 0      | 0           | 0          |
| T. Sterjovski    | 0             | 0             | 0             | 0             | 0                 | 0                 | 0                 | 0                 | 0        | 0      | 0           | 0          |
| Z. Szewczyk      | 26            | 1             | 6             | 0             | 4                 | 0                 | 0                 | 0                 | 30       | 1      | 6           | 0          |
| M. Tredup        | 18            | 1             | 5             | 1             | 1                 | 0                 | 0                 | 0                 | 19       | 1      | 5           | 1          |
| M. Walker        | 23            | 2             | 5             | 2             | 3                 | 0                 | 1                 | 0                 | 26       | 2      | 6           | 2          |
| N. Weiland       | 13            | 0             | 2             | 0             | 1                 | 0                 | 1                 | 0                 | 14       | 0      | 3           | 0          |
| G. Ćurko         | 33            | 0             | 4             | 0             | 4                 | 0                 | 1                 | 0                 | 37       | 0      | 5           | 0          |